# Tour della nazionale maschile di rugby a 15 dell'Irlanda 2014
A giugno 2014 la Nazionale irlandese di rugby ha svolto un tour in Argentina; sono stati giocati due test match contro i Pumas il 7 e 14 giugno rispettivamente a Resistencia e a San Miguel de Tucumán.

## Risultati
| Arbitro: | Glen Jackson |

|                                      |      |                                  |
| 30’ Montero 78’ de la Vega           | mt   | 34’ Henry 42’ Sexton 57’ Trimble |
| 30’ N. Sánchez 79’ González Iglesias | tr   | 57’ Sexton                       |
| 26’ N. Sánchez                       | c.p. | 9’, 18’ Sexton 67’, 70’ Madigan  |

| Arbitro: | Pascal Gaüzère |

|                                      |      |                        |
| 24’ Tuculet 79’ González Amorosino   | mt   | 50’ Zebo 72’ Madigan   |
| 24’ N. Sánchez 79’ González Iglesias | tr   | 50’ Sexton 73’ Madigan |
| 16’ Sánchez                          | c.p. | 4’, 9’, 31’ Sexton     |